# Cylindrocline lorencei
Cylindrocline lorencei é uma pequena árvore Magnoliophyta que era nativa em Maurícia. Em 1990 a espécie foi considerada extinta.